# Enoch Sontonga
Enoch Mankayi Sontonga (ca. 1873 – 18. april 1905) komponerede Nkosi Sikelel' iAfrika (Gud velsigne Afrika), som siden 1994 indgår i den sydafrikanske nationalsang. Den har også været African National Congress' officielle sang siden 1925 og er stadig nationalsang i Tanzania og Zambia. I Zimbabwe og Namibia var den en udbredt oprørssang i tiden med hvidt mindretalsstyre.
Sontonga var xhosa og blev født i Uitenhage i Kap-provinsen. Han blev uddannet som lærer og arbejdede også som lægprædikant, korleder og fotograf.
Sontinga skrev første vers og omkvædet til Nkosi Sikelel' iAfrika i 1897 og den første offentlige fremførelse af sangen fandt sted i 1899. Senere skrev Samuel Mqhayi syv yderligere vers.
Enoch Sontonga døde af en mave-tarm-infektion.
Sangen blev hurtigt populær i Sydafrika, og ved det første møde i South African Native National Congress (forløberen for ANC), den 8. januar 1912, blev den sunget efter afslutningsbønnen. ANC antog sangen som sin officielle mødeafslutnings-sang i 1925. 
Det var i mange år uklart, hvor Sontonga lå begravet, men i 1990'erne blev graven fundet på den kristne, ikke-hvide sektion af kirkegården i Braamfontein i et område, som var blevet omlagt til park. Den 24. september 1996 afslørede Sydafrikas præsident Nelson Mandela et mindesmærke på Sontongas grav. Ved samme ceremoni modtog enoch Sontonga posthumt the South African Order of Meritorious Service (Gold). 
I 2004 opnåede Sontonga en 65.-plads ved en afstemning om "Top 100 Great South Africans".